# Ian Ferguson
Ian Gordon Ferguson (Taumarunui, Nova Zelanda, 1952) és un piragüista neozelandès, ja retirat, guanyador de cinc medalles olímpiques. Fou el primer esportista neozelandès en participar en cinc Jocs Olímpics i, fins al moment, és el més guardonat.

## Biografia
Va néixer el 20 de juliol de 1952 a la ciutat de Taumarunui, població neozelandesa situada a l'Illa del Nord. És el pare del també piragüista i nedador Steven Ferguson. És membre de l'Orde de l'Imperi Britànic.

## Carrera esportiva
Va participar, als 23 anys, en els Jocs Olímpics d'Estiu de 1976 realitzats a Mont-real (Canadà), on fou eliminat en la primera fase de repesca en la prova de K-1 500 metres. En els Jocs Olímpics d'Estiu de 1980 realitzats a Moscou (Unió Soviètica) finalitzà setè en el K-1 500 m. i vuitè en el K-1 1000 metres. En els Jocs Olímpics d'Estiu de 1984 realitzats a Los Angeles (Estats Units) aconseguí guanyar tres medalles d'or en les proves de K-1 500 m., K-2 500 m. i K-4 1000 metres. Després d'aquest èxit, en els Jocs Olímpics d'Estiu de 1988 celebrats a Seül (Corea del Sud) aconseguí revalidar el seu títol olímpic en K-2 500 metres i guanyà la medalla de plata en el K-2 1000 metres. En els Jocs Olímpics d'Estiu de 1992 celebrats a Barcelona (Catalunya), i ja amb 40 anys, finalitzà vuitè en el K-2 1000 metres i fou eliminat en el K-2 500 metres.
Al llarg de la seva carrera ha guanyat 4 medalles en el Campionat del Món de piragüisme, entre elles una medalla d'or i tres medalles de plata.